# José Luis Aguirre Martos
José Luis Aguirre Martos (1893-1969) fue un empresario y político español, concejal del Ayuntamiento de Madrid y procurador en Cortes durante la dictadura franquista.

## Biografía
Nació el 30 de junio de 1893 en Madrid.
Fue concejal del Ayuntamiento de Madrid durante la dictadura franquista, llegando a desempeñar una tenencia de alcaldía.
Presidente del Consejo de Administración de la Sociedad Minero-Metalúrgica de Ponferrada, ostentó el cargo de procurador en las Cortes franquistas desde 1946. También fue miembro del consejo de administración de RENFE y del consejo de administración del Banco Rural. Causó baja como procurador en 1967.
Falleció en Madrid el 12 de enero de 1969. Fue enterrado en el cementerio de San Isidro.
Es el abuelo paterno de Esperanza Aguirre.

## Condecoraciones
- Medalla de Oro al Mérito en el Trabajo (1954)[7]
- Gran Cruz de la Orden de Isabel la Católica (1961)[8]
- Gran Cruz de la Orden del Mérito Civil (1967)[9]